# Sa'a jezik
Sa’a jezik (apae’aa, saa, južnomalaitski; south malaita; ISO 639-3: apb), jedan od dvadesetšest jugoistočnih solomonskih jezika kojim govori 11 500 ljudi (1999 SIL) na otocima Three Sisters Islands, jugu otoka Malaita i otoku Ulawa, Solomonski otoci. Pripada južnomalaitskoj podskupini malaitskih jezika.
Postoje dva dijalekta, to su: ulawa i uki ni masi (ugi). Broj govornika na Uki Ni Masi iznosi svwega 917; na Ulawa 3 304; i 7 298 na Sa’a. Pismo: latinica

## Vanjske poveznice
- Ethnologue (14th)
- Ethnologue (15th)